# امامزاده شیخین
امامزاده شیخین مربوط به دوره قاجار است و در سمنان، داخل شهر واقع شده و این اثر در تاریخ ۵ آذر ۱۳۸۰ با شمارهٔ ثبت ۴۴۲۴ به‌عنوان یکی از آثار ملی ایران به ثبت رسیده است.